# جيرومي سينكلير
جيرومي تيرينس سينكلير (بالإنجليزية: Jerome Sinclair)‏ (20 سبتمبر 1996 برمنغهام إنجلترا - ) هو لاعب كرة قدم إنجليزي، يلعب كمهاجم.

## روابط خارجية
- جيرومي سينكلير على موقع الاتحاد الأوربي (الإنجليزية)
- جيرومي سينكلير على موقع قاعدة بيانات كرة القدم.إي يو (الإنجليزية)
- جيرومي سينكلير على موقع Soccerbase.com (لاعب) (الإنجليزية)
- جيرومي سينكلير على موقع Soccerway.com (الإنجليزية)
- جيرومي سينكلير على موقع عالم كرة القدم.نت (الإنجليزية)
- جيرومي سينكلير على موقع AS.com (الإسبانية)